# Koperta distanti
Koperta distanti är en insektsart som beskrevs av Irena Dworakowska 1981. Koperta distanti ingår i släktet Koperta och familjen dvärgstritar. Inga underarter finns listade i Catalogue of Life.